# VR-Yhtymä
La VR-Yhtymä Oyj (in inglese VR Group) è un'impresa pubblica finlandese che si occupa della gestione del trasporto ferroviario finlandese. Occupa un importante ruolo sia nel settore passeggeri che in quello merci.

## Storia

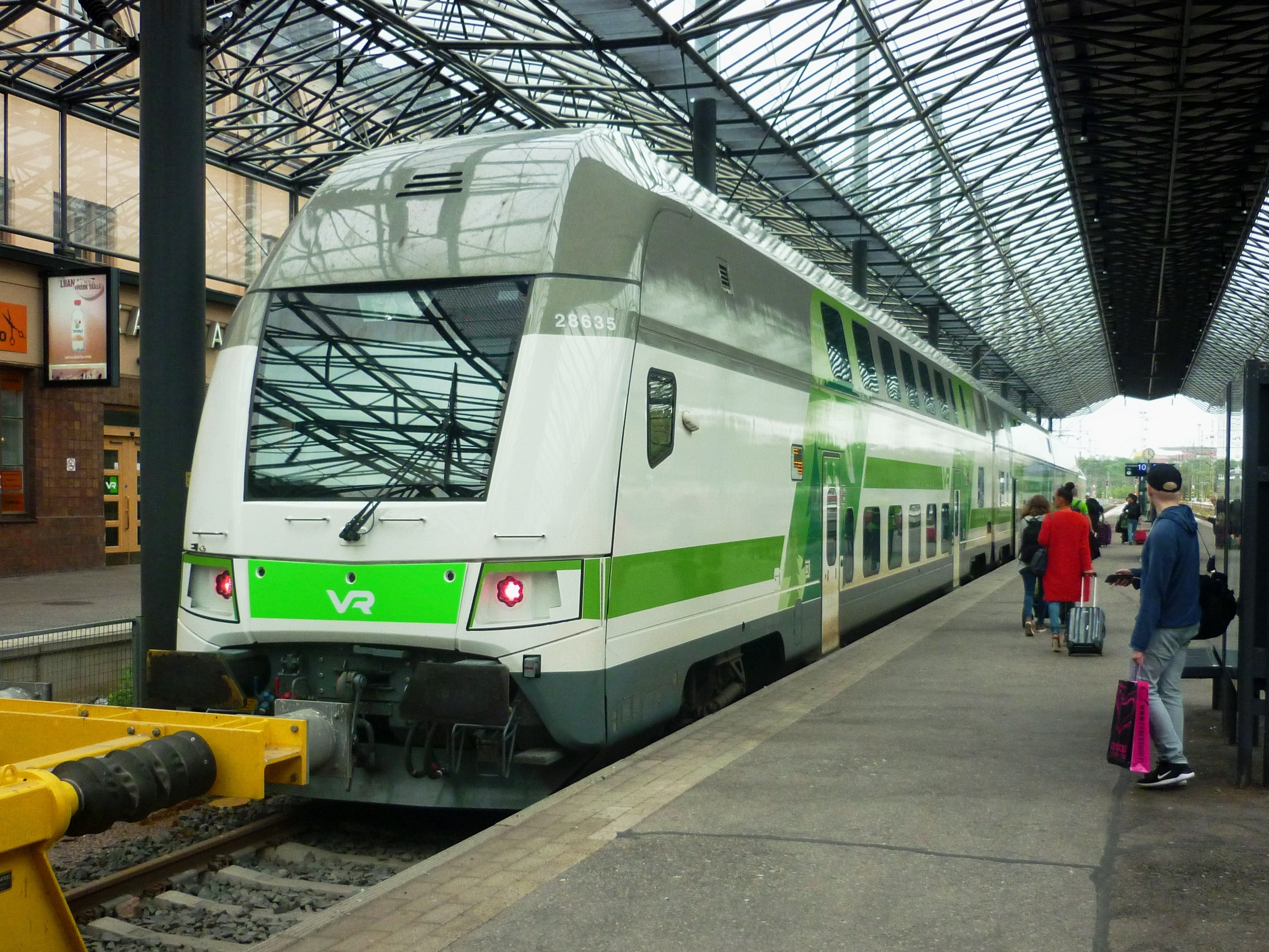
Treno VR alla stazione di Helsinki

Chiamata fino al 1922 Suomen Valtion Rautatiet, (in italiano Ferrovie dello Stato Finlandese) e poi, dal 1922 al 1995 Valtionrautatiet/Statsjärnvägarna (in italiano Ferrovie dello Stato), la società nacque originariamente nel 1862, quando vennero costruite le prime linee. Dal 2010, la manutenzione e la costruzione della rete ferroviaria sono sotto la responsabilità dell'Agenzia di trasporto finlandese (finlandese: Liikennevirasto). Il funzionamento e la rete sono stati originariamente svolta dalla Valtionrautatiet capogruppo fino al 1995, quando fu diviso in VR Group e la Ratahallintokeskus amministrazione entità ferroviario.